# PocketBook
PocketBook是一家跨国公司，它以电子墨水技术（电子纸技术）为基础，PocketBook做品牌，生产电子书阅读器。
该公司成立于2007年，公司总部位于瑞士卢加诺。PocketBook是全球第四大电子阅读器制造商。
该公司的产品销往全球35个国家，包括中欧，东欧和西欧，波罗的海和独联体国家以及澳大利亚，以色列，新西兰等国。截至2013年12月，Pocketbook声称已售出超过200万台电子阅读器和平板电脑设备。

## 发展历史
| 年份 | 事件 |  |  |
| 2007 | PocketBook成立。并开始研发PocketBook第一款电子书阅读器-PocketBook301。 |  |  |
| 2008 | 该公司开始售卖它的第一个电子阅读器 — — PocketBook301。根据2009-2010年的统计结果，该阅读器成为俄罗斯最畅销的设备（总销量超过10万台）。 |  |  |
| 2009 | 推出PocketBook的第二个电子书阅读器，PocketBook360° PocketBook 302 cookie — — 全球首款支持蓝牙无线数据传输协议的电子阅读器。 |  |  |
| 2010 | PocketBookIQ 701——一款运行Android操作系统的多媒体电子书阅读器。 推出PocketBookPro 602 和PocketBookPro 902。 |  |  |
| 2011 | PocketBook推出了全球首款带智能手机无线接口（蓝牙，Wi-Fi和3G）的电子书阅读器——PocketBookPro 603和903. 推出PocketBook 360 Plus ——更新版本的PocketBook 360机型，支持Wi-Fi和系统更强大。最终生产了三个版本的PocketBook 360——– 360, 360+和360+ New. PocketBook设备在富士康工厂的特殊生产线上开始生产。 推出PocketBook A10——一款运行Android2.3.5系统的平板电脑，首次在德国柏林国际电子消费展会上展出。                                                                          |  |  |
| 2012 | 推出PocketBookA 7——一款运行Android2.3.7系统的多媒体电子书阅读器。 推出PocketBookTouch——一个带有多传感器6英寸电子墨水珍珠显示屏的电子阅读器。 在柏林国际电子消费展览会上，PocketBook推出了两款新的设备：——PocketBook的新基本版——PocketBookBasic 611的改进版本和——PocketBookSURFpad——一款运行Android4.0.4系统的平板电脑。 |  |  |
| 2013 | 公司推出了一系列新的优质产品: - PocketBook Colour Lux——全球首款内置灯的电子墨水屏电子书阅读器——PocketBook Touch Lux——带有珍珠高清显示屏和前置灯的电子阅读器 - SURFpad 2——一款运行Android4.0.4系统的多媒体设备 发行PocketBook Mini，一款5英寸纤薄小巧的电子墨水屏电子书阅读器 在2013年柏林国际电子消费展览会上展示的新设备：——PocketBook CoverReader——首款用于智能手机的翻盖电子墨水屏阅读器 ——PocketBook Basic Touch——带有电子触摸技术屏幕的电子墨水屏阅读器，            |  |  |
| 2014 | PocketBook Touch Lux 2赢得了世界最具声望的产品设计奖——红点设计大奖。 2014年初，Pocketbook继续扩大在欧洲的业务，开始在比荷卢三个国家销售其产品。PocketBook使用两种创新产品实现了对其电子墨水屏阅读器产品线的更新。2014年3月，世界首款防水防尘电子墨水屏阅读器系列——PocketBook Aqua发布。后来，2014年5月，PocketBook发布了第一款带有内置摄像头的电子墨水屏阅读器系列——PocketBook Ultra。 2014年春季还推出了8英寸的PocketBookInkPad和带智能前灯的PocketBookSense等知名产品。 |  |  |
| 2015 | 2015年，PocketBook发布了PocketBookDigital——一种端到端的电子阅读解决方案，旨在为从事图书行业的公司提供增长机会。作为PocketBook Digital的重要组成部分之一，PocketBook Cloud为用户的数字图书馆提供了安全、便捷的云阅读和存储。 在2015年的柏林国际电子消费展会上，PocketBook展示了其最近发布的PocketBookTouch Lux 3——一款功能广泛的新旗舰机型。 |  |  |
| 2016 | 拥有13.3寸屏幕的PocketBook电子阅读器赢得红点奖2016年产品设计奖。获奖者是由41位来自全球5,200个产品和创新品的专家选择的。 PocketBook旗下的旗舰机型包括：公司最畅销的时尚版——PocketBook Touch Lux 3 红宝石色，, PocketBook InkPad 2和 PocketBook Touch HD-一款带有E Ink Carta™高清屏幕和前灯的电子阅读器，可以让您轻松收听音频文件。。 |  |  |
| 2017 | 在2017年PocketBook旗下的新产品中，PocketBookAqua 2作为Aqua系列的继任者，带有IP57防水防尘的电子阅读器，可浸入1米深度的水中达30分钟。。意大利电子阅读器市场的新营销策略 2017年3月，PocketBook连续第二年在“家庭娱乐与家电”类别中荣获2017年国际发行钻石奖。 |  |  |
| 2018 | PocketBook InkPad 3于2018年2月推出，这是一款7.8英寸具有智能灯光功能的电子阅读器，可调节前光的亮度和色温。 |  |  |

## 最近已获奖项
| 设备                          | 奖项                      | 提名                       | 国家/年份                  | 结果 |
| PocketBook Touch Lux          | allesebook.de             | 最佳电子墨水阅读器         | 德国(2013年)               | 获得 |
| PocketBook Touch Lux          | 平板电脑                  | 最佳电子墨水阅读器         | 德国(2013年)               | 获得 |
| PocketBook SURFpad 2          | 电子书质量保证            | 最佳平板电脑               | 俄罗斯(2013年)             | 获得 |
| PocketBook SURFpad 2          | allesebook.de             | 测试获胜者                 | 德国(2013年)               | 获得 |
| PocketBook Touch Lux          | STF杂志                   | 最佳电子墨水阅读器         | 德国(2013年)               | 获得 |
| PocketBook Mini               | 平板电脑                  | 最佳电子墨水阅读器         | 德国(2013年)               | 获得 |
| PocketBook SURFpad 3 (7,85’’) | 平板电脑                  | 最佳电子墨水阅读器         | 德国(2013年)               | 获得 |
| PocketBook Touch Lux          | 电子书锦标赛 2013         | 最佳电子墨水阅读器         | 俄罗斯(2013年)             | 获得 |
| PocketBook Mini               | 电子书锦标赛2013          | 最佳电子墨水阅读器[33]     | 俄罗斯(2013年)             | 获得 |
| PocketBook Touch Lux 2        | 红点奖 2014               | 最佳产品设计               | 德国(2014年)               | 获得 |
| PocketBook Touch Lux 2        | Ebook-Reader-Vergleich.de | 2014年编辑选择             | 德国(2014年)               | 获得 |
| PocketBook e-reader           | 红点奖                    | 最佳产品设计               | 德国(2015年)               | 获得 |
| PocketBook                    | 发行钻石奖                | 电脑、平板电脑和电子阅读器 | 欧洲、中东和非洲（2016年） | 获得 |
| PocketBook                    | 发行钻石奖                | 家庭娱乐和家电             | 欧洲、中东和非洲（2017年） | 获得 |
| PocketBook Touch HD           | Computer Bild             | 编辑高分                   | 德国(2017年)               | 获得 |
| PocketBook Touch HD           | HiFi 测试                 | 上等                       | 德国(2017年)               | 获得 |

## PocketBook的项目
·        ReadRate——一种搜索和推荐服务，其主要目标是帮助用户选择图书。ReadRate在线平台可以帮助用户获得有关图书评分，文学偏好，反馈和其他用户评论的信息。
·        PocketBook Digital——端到端电子阅读解决方案，有助于在短时间内进行电子书交易。作为PocketBook的关键元素之一，PocketBook Cloud为用户的数字图书馆提供了安全、便捷的云阅读和存储。
·        BookLand——一个电子平台，可以再Pocketbook上销售小说，教育和参考文献以及电子版期刊。BookLand提供了包括17种语言在内的超过1,500,000种电子书。